# Save-Zahnwurz
Die Save-Zahnwurz (Cardamine waldsteinii), auch Illyrische Zahnwurz genannt, ist eine Pflanzenart aus der Gattung Schaumkräuter (Cardamine) innerhalb der Familie der Kreuzblütengewächse (Brassicaceae).

## Beschreibung

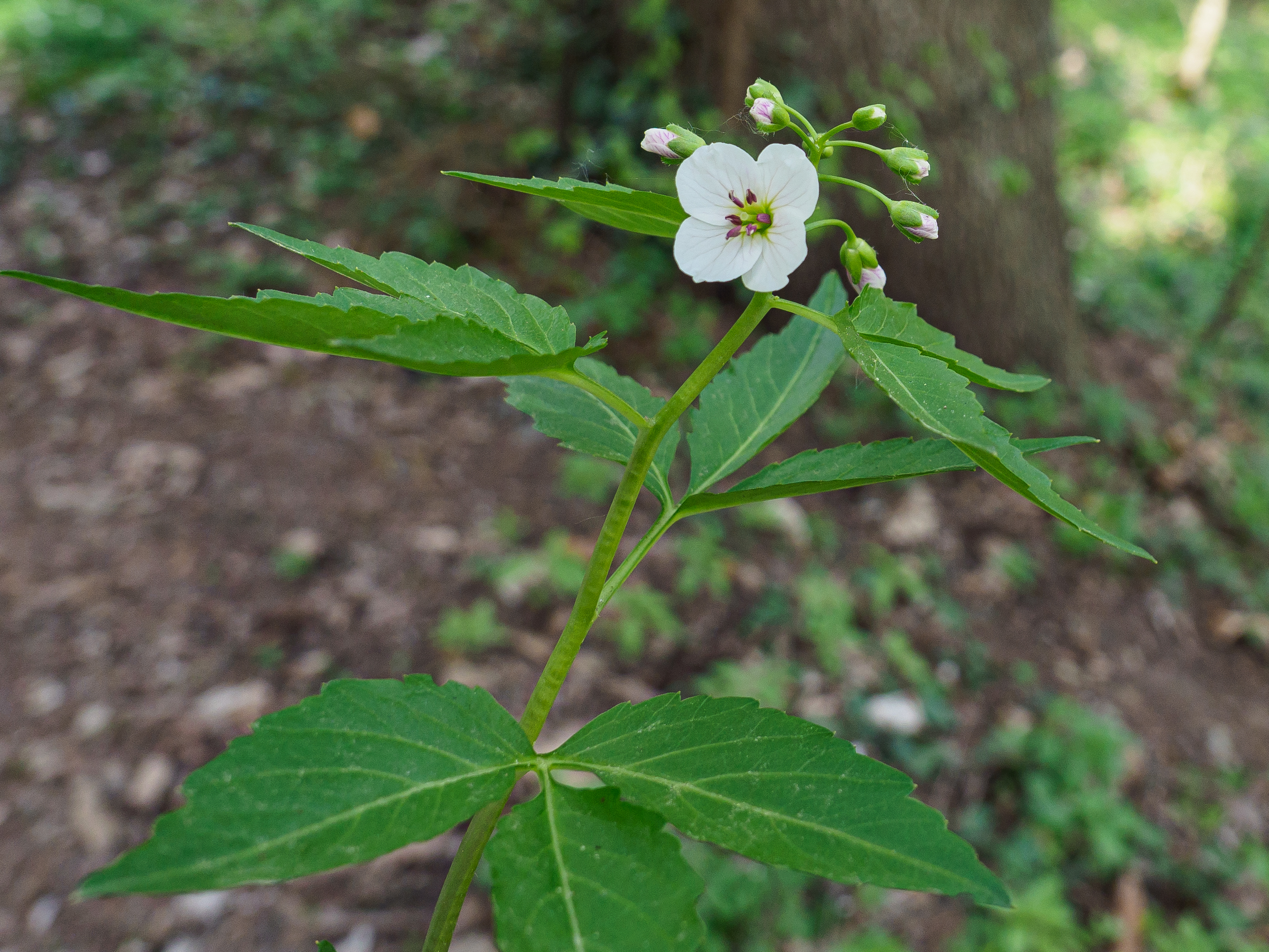
Stängel mit Laubblatt und Blüte

### Vegetative Merkmale
Die Save-Zahnwurz ist eine ausdauernde krautige Pflanze und erreicht Wuchshöhen von 12 bis 30, selten 50 Zentimetern. Sie besitzt ein waagerechtes, mit fleischigen Schuppen besetztes Rhizom. Die Stängel sind aufsteigend, unverzweigt, kantig und im oberen Teil kahl.
Alle Blatt (Pflanze)|Laubblätter sind dreizählig gefingert. Die zwei bis vier Stängelblätter stehen wechselständig. Die Blättchen sind lanzettlich und lang zugespitzt, das Endblättchen ist ungestielt.

### Generative Merkmale
Die Blütezeit reicht von April bis Juni. Der aufrechte, traubige Blütenstand enthält 4 bis 15 Blüten.
Die zwittrige Blüte ist vierzählig mit doppelter Blütenhülle. Die vier weißen Kronblätter sind 10 bis 16 Millimeter lang und am Grund keilförmig verschmälert. Die Staubblätter sind 7 bis 8 Millimeter lang und kürzer als die Kronblätter. Die Staubbeutel sind 2 Millimeter lang und violett.
Die aufrecht abstehenden Schoten sind 32 bis 35 Millimeter lang und etwa 2 Millimeter breit. Sie sind in den Griffel verschmälert. Die Samen sind 2 Millimeter lang, 1 Millimeter breit und glänzend braun.

## Ökologie
Bei der Save-Zahnwurz handelt es sich um einen Geophyten.

## Vorkommen
Es gibt Fundortangaben für Österreich, Ungarn, Slowenien, Kroatien, Bosnien und Herzegowina sowie Montenegro. Die Save-Zahnwurz gedeiht in Mitteleuropa in Höhenlagen von 300 bis 1500 Metern.
Ihr Hauptverbreitungsgebiet liegt in Slowenien. In Österreich kommt sie selten in der collinen bis montanen Höhenstufe in der südlichen Weststeiermark und eventuell in Südkärnten vor.
Sie wächst in feuchten Edellaubwäldern. Sie ist eine Charakterart der illyrischen Buchenwälder, des Verbands Aremonio-Fagion. Sie kommt auch in Au- und Schluchtwäldern vor und ist schwach kalkliebend.

## Taxonomie
Cardamine waldsteinii Dyer wurde 1895 durch William Turner Thiselton-Dyer in Kew Hand-List Herb. Pl. 97 veröffentlicht. Das Artepitheton waldsteinii ehrt den österreichischen Botaniker Franz Adam von Waldstein-Wartenberg. Die Save-Zahnwurz wurde lange als Art einer eigenen Gattung Dentaria geführt und hieß dann Dentaria trifolia, so etwa in der zweiten Auflage der „Liste der Gefäßpflanzen Mitteleuropas“ von 1973 und den ersten beiden Auflagen der Österreichischen Exkursionsflora von 1994 und 2005.
Weitere Synonyme für Cardamine waldsteinii Dyer sind: Cardamine savensis O.E.Schulz, Dentaria savensis O.E.Schulz.